# Еруново (Новгородская область)
Еруно́во (Яруново) — деревня в Новгородском муниципальном районе Новгородской области, входит в состав Борковского сельского поселения.
Расположена в новгородском Поозерье, на берегу озера Ильмень. Ближайшие населённые пункты — деревни Сергово, Яровица, Заболотье.

## Население
| 2009 | 2010 |
| ---- | ---- |
| 16   | ↘13  |

## История
Еруново впервые упоминается в писцовой книге 1629 года. В то время в деревне имелось 10 дворов. Она входила во владения некоей Мавры Муренской, которая, в свою очередь, получила его от помещиков Рославлевых. Территория Ерунова составляла седьмую часть от владений Муренской, от чего жители деревни получили своеобразное прозвище — семичастники.
В 1809 году яруновским крестьянам удалось откупиться от крепостной зависимости.
В советское время (1932 год) на базе деревни был организован колхоз «Штурм».
До весны 2010 года деревня входила в состав ныне упразднённого Серговского сельского поселения

## Транспорт
Имеет прямое автобусное сообщение с областным центром — маршрут № 108.